# Primeira Liga (2023/2024)
Primeira Liga 2023/2024 (oficjalnie znana jako Liga Portugal Betclic ze względów sponsorskich) była 90. edycją najwyższej klasy rozgrywkowej piłki nożnej w Portugalii.
Brało w niej udział 18 drużyn, które w okresie od 11 sierpnia 2023 do 19 maja 2024 rozegrały 34 kolejek meczów.
Sezon zakończył baraż o pozostanie w Primeira Liga. Obrońcą tytułu była drużyna SL Benfica. Mistrzostwo po raz dwudziesty w historii zdobył Sporting CP.

## Drużyny
| Uczestnicy poprzedniej edycji                                                                                 | Uczestnicy poprzedniej edycji | Uczestnicy poprzedniej edycji | Uczestnicy poprzedniej edycji |
| --- | ----------------------------- | ----------------------------- | ----------------------------- |
| BEN | SL Benfica                    | 1                             |                               |
| POR | FC Porto                      | 2                             |                               |
| BRA | SC Braga                      | 3                             |                               |
| SCP | Sporting CP                   | 4                             |                               |
| ARO | FC Arouca                     | 5                             |                               |
| VGU | Vitória Guimarães             | 6                             |                               |
| CHA | GD Chaves                     | 7                             |                               |
| FAM | FC Famalicão                  | 8                             |                               |
| BOA | Boavista FC                   | 9                             |                               |
| CAS | Casa Pia AC                   | 10                            |                               |
| VIZ | FC Vizela                     | 11                            |                               |
| RAV | Rio Ave FC                    | 12                            |                               |
| GVI | Gil Vicente                   | 13                            |                               |
| EST | GD Estoril-Praia              | 14                            |                               |
| PRM | Portimonense SC               | 15                            |                               |
| Awans z Ligi Portugal 2                                                                                       |                               |                               |                               |
| MOR | Moreirense FC                 | 1                             |                               |
| FAR | SC Farense                    | 2                             |                               |
| po barażach                                                                                                   |                               |                               |                               |
| EST | Estrela Amadora               | 3                             |                               |
| Oznaczenia: - kolumna pierwsza – skróty nazw drużyn, - kolumna trzecia – miejsce zajęte w poprzednim sezonie. |                               |                               |                               |

## Tabela
| Lp. | Drużyna              | M  | Z  | R  | P  | B+ | B- | +/– | Pkt | Kwalifikacja lub spadek                         |
| --- | -------------------- | -- | -- | -- | -- | -- | -- | --- | --- | ----------------------------------------------- |
| 1   | Sporting CP (M)      | 34 | 29 | 3  | 2  | 96 | 29 | +67 | 90  | Liga Mistrzów UEFA • Faza ligowa                |
| 2   | Benfica              | 34 | 25 | 5  | 4  | 77 | 28 | +49 | 80  | Liga Mistrzów UEFA • Faza ligowa                |
| 3   | Porto (P)            | 34 | 22 | 6  | 6  | 63 | 27 | +36 | 72  | Liga Europy UEFA • Faza ligowa                  |
| 4   | Braga                | 34 | 21 | 5  | 8  | 71 | 50 | +21 | 68  | Liga Europy UEFA • II runda kwalifikacyjna      |
| 5   | Vitória de Guimarães | 34 | 19 | 6  | 9  | 52 | 38 | +14 | 63  | Liga Konferencji UEFA • II runda kwalifikacyjna |
| 6   | Moreirense           | 34 | 16 | 7  | 11 | 36 | 35 | +1  | 55  |                                                 |
| 7   | Arouca               | 34 | 13 | 7  | 14 | 54 | 50 | +4  | 46  |                                                 |
| 8   | Famalicão            | 34 | 10 | 12 | 12 | 37 | 41 | −4  | 42  |                                                 |
| 9   | Casa Pia             | 34 | 10 | 8  | 16 | 38 | 50 | −12 | 38  |                                                 |
| 10  | Farense              | 34 | 10 | 7  | 17 | 46 | 51 | −5  | 37  |                                                 |
| 11  | Rio Ave              | 34 | 6  | 19 | 9  | 38 | 43 | −5  | 37  |                                                 |
| 12  | Gil Vicente          | 34 | 9  | 9  | 16 | 42 | 52 | −10 | 36  |                                                 |
| 13  | Estoril              | 34 | 9  | 6  | 19 | 49 | 58 | −9  | 33  |                                                 |
| 14  | Estrela Amadora      | 34 | 7  | 12 | 15 | 33 | 53 | −20 | 33  |                                                 |
| 15  | Boavista             | 34 | 7  | 11 | 16 | 39 | 62 | −23 | 32  |                                                 |
| 16  | Portimonense (B, S)  | 34 | 8  | 8  | 18 | 39 | 72 | −33 | 32  | baraż o utrzymanie                              |
| 17  | Vizela (S)           | 34 | 5  | 11 | 18 | 36 | 66 | −30 | 26  | spadek do Liga Portugal 2                       |
| 18  | Chaves (S)           | 34 | 5  | 8  | 21 | 31 | 72 | −41 | 23  | spadek do Liga Portugal 2                       |

1. ↑  Ze względu na zajęcie przez Atalantę (zwycięzcy Ligi Europy) miejsca w lidze gwarantującego udział w fazie ligowej Ligi Mistrzów, Benfica została przesunięta z III rundy kwalifikacyjnej do fazy ligowej Ligi Mistrzów.

## Wyniki
| Gospodarz \ Gość     | ARO | BEN | BOA | BRA | CAS | CHA | EST | AMA | FAM | FAR | GIL | MOR | PTM | POR | RAV | SPO | VIZ | VSC |
| -------------------- | --- | --- | --- | --- | --- | --- | --- | --- | --- | --- | --- | --- | --- | --- | --- | --- | --- | --- |
| Arouca               |     | 0–3 | 2–1 | 0–1 | 0–1 | 0–2 | 4–3 | 0–0 | 3–2 | 2–1 | 3–0 | 0–1 | 1–1 | 3–2 | 2–2 | 0–3 | 5–0 | 1–3 |
| Benfica              | 5–0 |     | 2–0 | 3–1 | 1–1 | 1–0 | 3–1 | 2–0 | 3–0 | 1–1 | 3–0 | 3–0 | 4–0 | 1–0 | 4–1 | 2–1 | 6–1 | 4–0 |
| Boavista             | 0–4 | 3–2 |     | 0–4 | 1–1 | 4–1 | 2–1 | 1–1 | 2–2 | 1–3 | 1–1 | 1–0 | 1–4 | 1–1 | 0–0 | 0–2 | 2–2 | 1–1 |
| Braga                | 0–3 | 0–1 | 4–1 |     | 4–3 | 1–1 | 3–1 | 3–0 | 1–2 | 2–1 | 2–1 | 1–0 | 6–1 | 0–1 | 2–1 | 1–1 | 2–1 | 1–1 |
| Casa Pia             | 1–0 | 0–1 | 0–0 | 1–3 |     | 3–1 | 0–0 | 0–1 | 0–2 | 1–3 | 0–0 | 0–1 | 1–0 | 1–2 | 1–1 | 1–2 | 0–1 | 0–0 |
| Chaves               | 1–5 | 0–2 | 2–1 | 2–4 | 1–3 |     | 2–2 | 2–2 | 0–1 | 1–1 | 4–2 | 1–2 | 2–3 | 0–3 | 0–0 | 0–3 | 2–1 | 1–2 |
| Estoril              | 1–2 | 0–1 | 1–2 | 0–1 | 4–0 | 4–0 |     | 1–0 | 1–0 | 4–0 | 1–3 | 1–3 | 1–0 | 1–0 | 2–0 | 0–1 | 2–2 | 1–3 |
| Estrela Amadora      | 1–4 | 1–4 | 3–1 | 2–4 | 3–1 | 1–1 | 2–1 |     | 1–0 | 0–3 | 1–0 | 0–1 | 3–0 | 0–1 | 2–2 | 1–2 | 1–1 | 0–1 |
| Famalicão            | 1–0 | 2–0 | 1–1 | 1–2 | 1–2 | 2–2 | 1–1 | 0–0 |     | 1–0 | 3–1 | 0–0 | 2–2 | 0–3 | 2–1 | 0–1 | 3–2 | 1–3 |
| Farense              | 2–0 | 1–3 | 2–0 | 3–1 | 0–3 | 5–0 | 3–2 | 0–0 | 1–1 |     | 1–0 | 0–1 | 1–3 | 1–3 | 1–1 | 2–3 | 0–0 | 1–2 |
| Gil Vicente          | 2–2 | 2–3 | 1–0 | 3–3 | 2–0 | 0–0 | 5–3 | 1–1 | 1–2 | 2–0 |     | 1–1 | 5–0 | 1–1 | 1–1 | 0–4 | 0–1 | 1–0 |
| Moreirense           | 1–0 | 0–0 | 1–1 | 2–3 | 1–4 | 1–0 | 2–1 | 2–2 | 1–0 | 1–0 | 0–1 |     | 5–2 | 1–2 | 0–0 | 0–2 | 1–0 | 1–0 |
| Portimonense         | 1–2 | 1–3 | 1–4 | 3–5 | 2–2 | 2–1 | 1–0 | 1–1 | 1–1 | 1–0 | 0–2 | 0–2 |     | 0–3 | 2–2 | 1–2 | 0–0 | 1–1 |
| Porto                | 1–1 | 5–0 | 2–1 | 2–0 | 3–1 | 1–0 | 0–1 | 2–0 | 2–2 | 2–1 | 2–1 | 5–0 | 1–0 |     | 0–0 | 2–2 | 4–1 | 1–2 |
| Rio Ave              | 1–1 | 1–1 | 2–0 | 0–0 | 1–0 | 2–0 | 1–1 | 1–1 | 1–1 | 3–4 | 3–0 | 0–4 | 2–0 | 1–2 |     | 3–3 | 1–1 | 2–1 |
| Sporting CP          | 2–1 | 2–1 | 6–1 | 5–0 | 8–0 | 3–0 | 5–1 | 3–2 | 1–0 | 3–2 | 3–1 | 3–0 | 3–0 | 2–0 | 2–0 |     | 3–2 | 3–0 |
| Vizela               | 2–2 | 1–2 | 1–4 | 1–3 | 0–4 | 0–1 | 3–3 | 4–0 | 0–0 | 2–1 | 1–0 | 0–0 | 2–3 | 0–2 | 1–1 | 2–5 |     | 0–1 |
| Vitória de Guimarães | 2–1 | 2–2 | 1–0 | 2–3 | 0–2 | 5–0 | 3–2 | 3–0 | 1–0 | 1–1 | 2–1 | 1–0 | 1–2 | 1–2 | 1–0 | 3–2 | 2–0 |     |

## Baraż o Primeira Liga
AVS Futebol SAD trzecia drużyna Liga Portugal 2 wygrała 4-2 dwumecz z Portimonense miejsce w Primeira Liga na sezon 2024/2025.
| 25 maja 2024 | Portimonense              | 1:2   | AVS Futebol SAD                            |                                                                            |
| 20:45        | Jorge Teixeira 86' (sam.) | (0:1) | 19' Anthony Correia · 47' Bernardo Martins | Estádio Municipal de Portimão (Portimão) Widzów: 3685 Sędzia: Luís Godinho |

| 2 czerwca 2024 | AVS Futebol SAD                         | 2:1   | Portimonense         |                                                                                   |
| 20:45          | John Mercado 51' · Bernardo Martins 89' | (0:0) | 90+4' Ronie Carrillo | Estádio do CD Aves (Vila das Aves) Widzów: 5064 Sędzia: João Pedro Silva Pinheiro |

## Najlepsi strzelcy
| Bramki | Strzelcy                 | Drużyna              |
| ------ | ------------------------ | -------------------- |
| 29     | Viktor Gyökeres          | Sporting CP          |
| 21     | Simon Banza              | Braga                |
| 20     | Rafa Mújica              | Arouca               |
| 15     | Jhonder Cádiz            | Famalicão            |
| 15     | Samuel Essende           | Braga                |
| 15     | Cristo González          | Arouca               |
| 15     | Paulinho                 | Sporting CP          |
| 14     | Héctor Hernández Marrero | Chaves               |
| 14     | Rafa Silva               | Benfica              |
| 13     | Bruno Duarte da Silva    | Farense              |
| 13     | Evanilson                | Porto                |
| 11     | Pedro Gonçalves          | Sporting CP          |
| 11     | Jota Silva               | Vitória de Guimarães |

Źródło: 

## Stadiony
| Arouca                      |
| --------------------------- |
| Estádio Municipal de Arouca |
| 5 000                       |
|                             |

| Benfica        |
| -------------- |
| Estádio da Luz |
| 64 642         |
|                |

| Boavista         |
| ---------------- |
| Estádio do Bessa |
| 28 263           |
|                  |

| Braga                      |
| -------------------------- |
| Estádio Municipal de Braga |
| 30 286                     |
|                            |

| Casa Pia                       |
| ------------------------------ |
| Estádio Municipal de Rio Maior |
| 7 000                          |
|                                |

| Chaves                                        |
| --------------------------------------------- |
| Estádio Municipal Eng. Manuel Branco Teixeira |
| 8 400                                         |
|                                               |

| Estoril                         |
| ------------------------------- |
| Estádio António Coimbra da Mota |
| 8 015                           |
|                                 |

| Estrela Amadora    |
| ------------------ |
| Estádio José Gomes |
| 9 288              |
|                    |

| Famalicão                     |
| ----------------------------- |
| Estádio Municipal 22 de Junho |
| 5 307                         |
|                               |

| Farense             |
| ------------------- |
| Estádio de São Luís |
| 8 015               |
|                     |

| Gil Vicente                |
| -------------------------- |
| Estádio Cidade de Barcelos |
| 12 504                     |
|                            |

| Moreirense                                            |
| ----------------------------------------------------- |
| Parque de Jogos Comendador Joaquim de Almeida Freitas |
| 6 153                                                 |
|                                                       |

| Portimonense                  |
| ----------------------------- |
| Estádio Municipal de Portimão |
| 6 204                         |
|                               |

| Porto             |
| ----------------- |
| Estádio do Dragão |
| 50 033            |
|                   |

| Rio Ave           |
| ----------------- |
| Estádio dos Arcos |
| 5 300             |
|                   |

| Sporting              |
| --------------------- |
| Estádio José Alvalade |
| 50 095                |
|                       |

| V. Guimarães                |
| --------------------------- |
| Estádio D. Afonso Henriques |
| 30 000                      |
|                             |

| Vizela               |
| -------------------- |
| Estádio do FC Vizela |
| 6 000                |
|                      |

Źródło: 